# Gonets

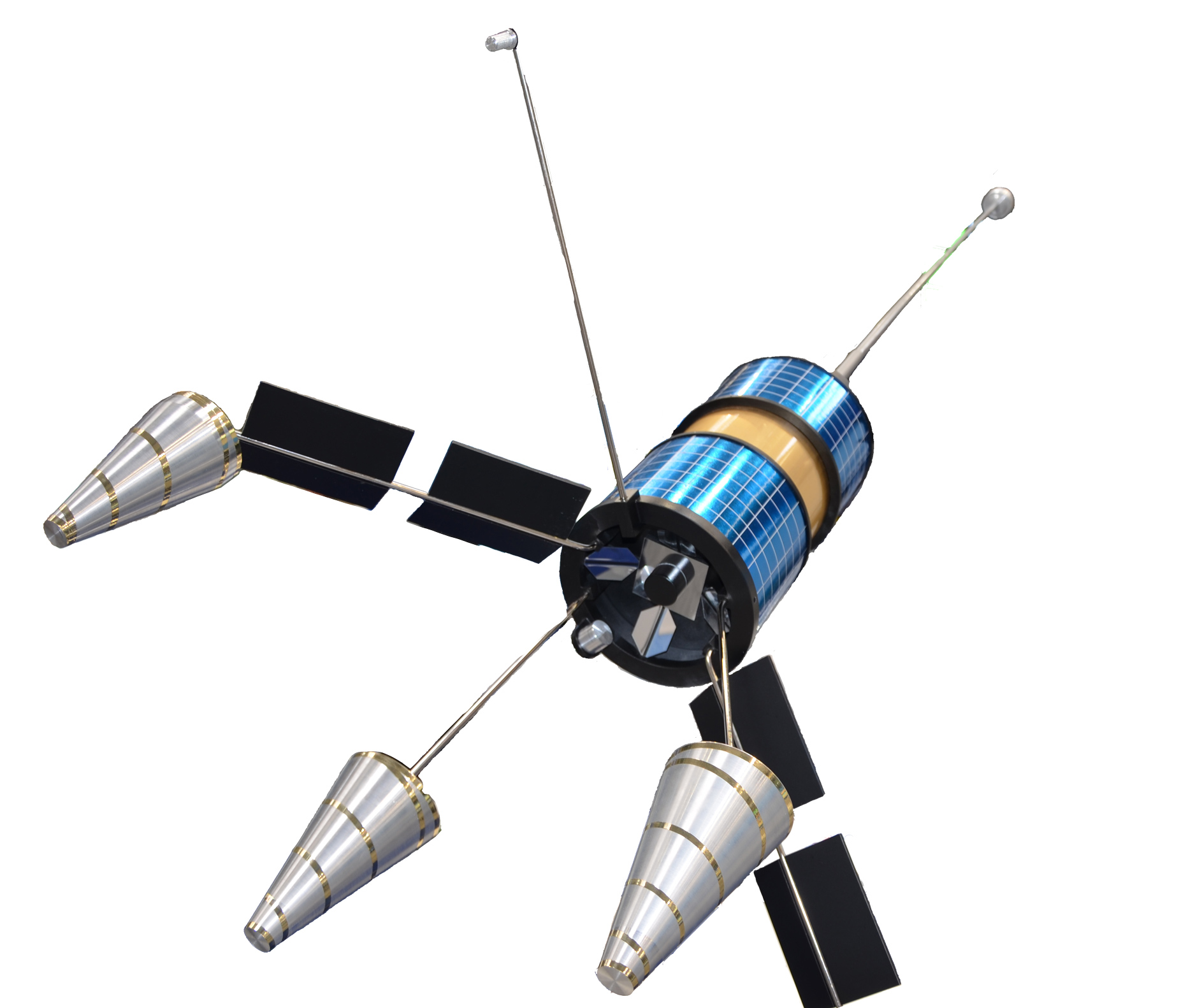
Gonets

Gonets (in Russo Гонец, Messaggero) è un sistema di satelliti per telecominicazionI civili russo a orbita terrestre bassa derivato dai satelliti di comunicazione militare di Strela. I primi due satelliti, utilizzati per validare il progetto, furono lanciati il 13 Luglio 1992 dal cosmodromo di Pleseck con un vettore Tsyklon-3 e furono denominati Gonets-D. I primi satelliti operativi, battezzati Gonets-D1, furono lanciati il 19 febbraio 1996. Dopo il lancio, i primi tre satelliti vennero assegnati al programma militare Kosmos, tutti gli altri operano in ambito civile.
I satelliti in orbita sono 12: 10 sono operativi e due furono lanciati a scopo dimostrativo. Altri tre sono furono persi con il fallimento del lancio il 27 dicembre 2000. Una nuova versione modernizzata dei satelliti, i Gonets-D1M, sostituirà e completerà la costellazione attuale. Un primo satellite D1M è stato lanciato da un razzo Kosmos-3M il 21 dicembre 2005, il secondo è stato lanciato da un razzo vettore Rokot l'8 settembre 2010.

## Gestore
I satelliti Gonets sono gestiti insieme ai satelliti Luch di terza generazione dalla società Gonets Satellite System. Gonets all'inizio fu un programma della agenzia spaziale russa, ma nel 1996 fu privatizzata e gestita dalla Gonets Satellite System, a sua volta controllata dalla ISS Reshetnev. Nel 2017 Roscosmos ha acquisito l'80% di Gonets dalla ISS Reshetnev mentre il restante 20% era di proprietà della Dauria Satcom. Nel 2018 la Dauria Satcom ha venduto le quote alla Business-Sfera del gruppo Coalco mentre Roscosmos ha venduto il 29% ad altri investitori privati. Gonets è l'azienda russa nel settore spaziale con la più grande (49%) quota di capitale privato.

## Caratteristiche
Al 2019, la costellazione Gonets è composta da 12 “Gonets-M” di seconda generazione e 1 di prima generazione “Gonets-D1”. I satelliti permettono la comunicazione diretta con gli abbonati in qualsiasi punto del globo; il sistema fornisce la comunicazione in accordo ai tempi di attesa indicati in tabella.
| Città, posizione                                                          | latitudine | Probabilità di sessione = 0.9 Tempo di attesa | Probabilità di sessione = 0.8 Tempo di attesa | Probabilità di sessione = 0,7 Tempo di attesa |
| ------------------------------------------------------------------------- | ---------- | --------------------------------------------- | --------------------------------------------- | --------------------------------------------- |
| Meru, Kenya                                                               | 0°         | 25.04 min                                     | 19.98 min                                     | 13.54 min                                     |
| Fuli, Vietnam / Vitoria, Brasile                                          | 20° / −20° | 19.47 min                                     | 14.97 min                                     | 8.85 min                                      |
| Erevan, Armenia / Wellington, Nuova Zelanda                               | 40° / −40° | 17.79 min                                     | 12.04 min                                     | 6.08 min                                      |
| Belgorod, Russia / Isla Duque de York, Cile                               | 50° / −50° | 15.00 min                                     | 8.19 min                                      | 2.17 min                                      |
| Vyborg, Russia / Orcadas Antarctic Station                                | 60° / −60° | 5.64 min                                      | 1.78 min                                      | 0.00 min                                      |
| Kara Gate Straight, Mare di Barents / Novolazarevskaya Station, Antarctic | 70° / −70° | 3.45 min                                      | 0.00 min                                      | 0.00 min                                      |
| Gall Island, North Arctic Ocean / Antarctic Kunlun Station                | 80° / −80° | 0.00 min                                      | 0.00 min                                      | 0.00 min                                      |
| Polo Nord / Amundsen-Scott Stazione del Polo Sud                          | 90° / −90° | 0.00 min                                      | 0.00 min                                      | 0.00 min                                      |

Caratteristiche tecniche 0,3-0,4 GHz
| Potenza del trasmettitore                          | 8–10 W            |
| Precisione di posizionamento tramite GPS / GLONASS | up to 10 m        |
| Modulazione                                        | GMSK              |
| Alimentazione elettrica                            | AC 220 V, DC 12 V |
| Peso                                               | 100–300 g         |
| Bitrate: "Abbonato - Satellite"                    | 2.4–9.6 kbit/s    |
| Bitrate: "Satellite - Abbonato"                    | 9.6–76.8 kbit/s   |